# Baszta Cieśli w Krakowie
Baszta Cieśli (znana także jako Baszta Ciesielska) – jedna z trzech w pełni zachowanych baszt w obrębie murów miejskich w Krakowie (obok Pasamoników oraz Stolarzy).

## Opis baszty
Baszta Cieśli jest basztą kwadratową, która na wysokości trzeciej, ostatniej kondygnacji przechodzi w sześciobok, wykonaną w stylu gotyckim. Jest własnością Muzeum Książąt Czartoryskich, które to w owej baszcie ma swoje magazyny. Póki co, nie jest ona udostępniana turystom. W sześciobocznej części baszty znajdują się wgłębienia od dołu kwadratowe, od góry zakończone łukiem półkolistym. Pełniły one funkcje ozdobną i znajduje się w baszcie ich 7 - w trzech ścianach północnych po jednej, a w ścianach zachodniej i wschodniej po 2. Nie ma ich natomiast w ścianie południowej. Basztę wieńczy dach o kształcie zbliżonym do ostrosłupa sześciobocznego, wykonany z czerwonej dachówki. Baszta jest położona na tyłach Kościoła Przemienienia Pańskiego (potocznie zwanego „Pijarów”), między Basztą Stolarzy, a niezachowaną do dzisiejszych czasów Basztą Mieczników. Pomiędzy Basztą Cieśli a Stolarzy znajduje się dodatkowo dawny Arsenał Miejski.

## Historia

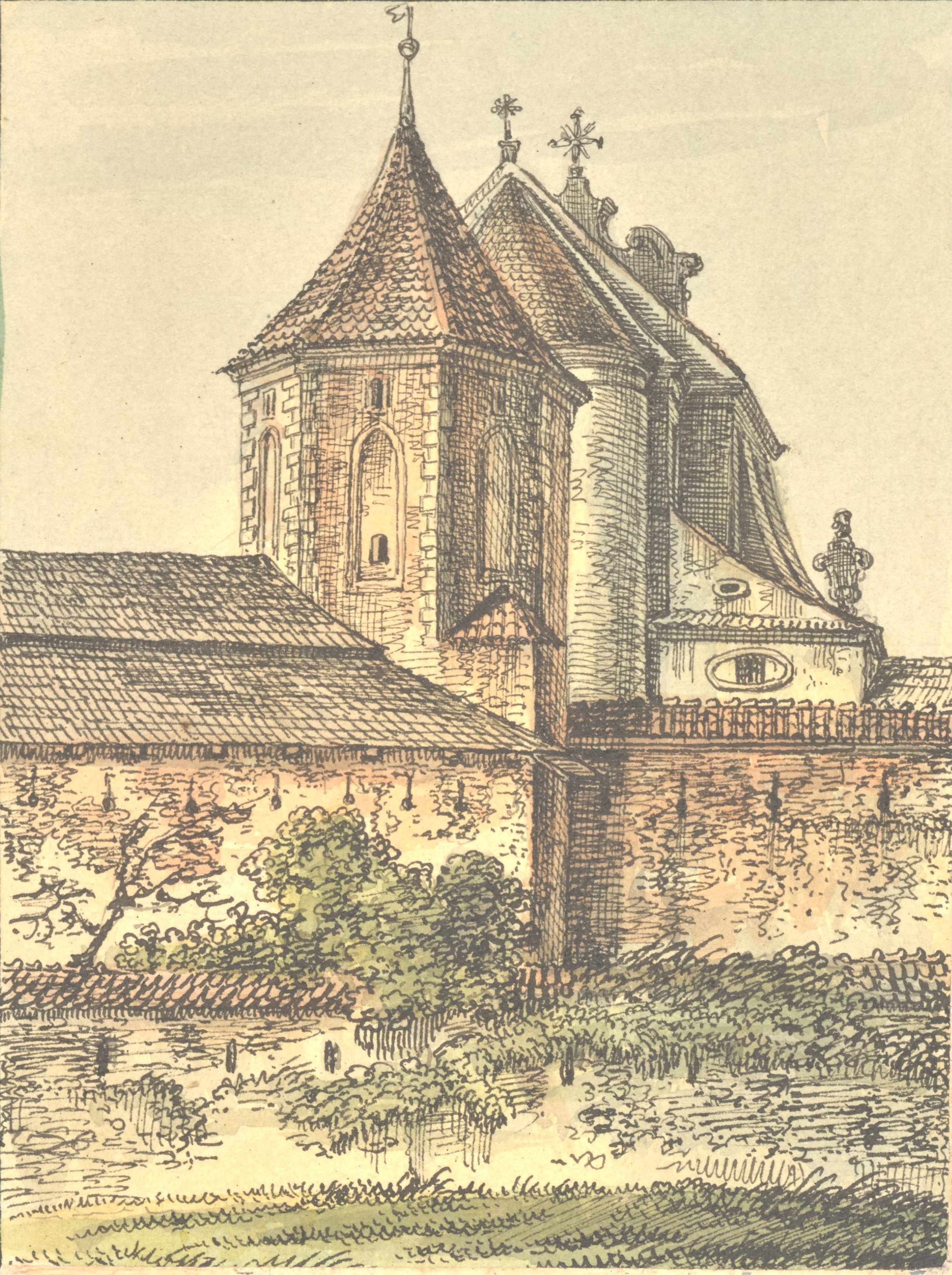
Baszta Cieśli na rysunku wg akwareli Jerzego Głogowskiego (Kajetan Wincenty Kielisiński, 1834–39)

Baszta Cieśli została zbudowana w XIV wieku jako baszta kwadratowa i przez następne ponad sto lat, była jedyną basztą w murze między bramami Floriańską a Sławkowską. W XV wieku została nadbudowana o trzecią, sześcioboczną kondygnacje. Wraz ze znajdującą się po jej zachodniej stronie Basztą Mieczników stanowiła silny zespół wspierający Bramę Sławkowską od strony wschodniej, oraz wraz ze znajdująca się po stronie wschodniej Basztą Stolarzy, stanowiła silny zespół wspierający Bramę Floriańską od strony zachodniej. Na początku XIX wieku Baszta Cieśli wraz z całą resztą murów miejskich Krakowa, była przewidziana do rozbiórki. W obronie m.in. owej baszty stanął prof. Feliks Radwański, który o tych murach pisał: „Chronią one przed wiatrami wiejącymi pod Kościół Mariacki od Kleparza. Niedobre to wiatry, bo smrody i śmieci znosić będą, a także bezbożnie podwiewać spódnice Paniom Matkom i Żonom.” 13 stycznia 1817 r. Radwański wywalczył w senacie Rzeczypospolitej Krakowskiej decyzję o pozostawieniu dla potomnych fragmentu średniowiecznego muru obronnego opodal Bramy Floriańskiej, m.in. z Basztą Cieśli. Odratowana od zburzenia baszta została w 1874 roku wraz z sąsiednią Basztą Cieśli i Arsenałem podarowana przez miasto księciu Władysławowi Czartoryskiemu z przeznaczeniem na Muzeum Książąt Czartoryskich. W 2015 roku przeprowadzono gruntowny remont Baszty Cieśli. W ramach tego remontu wymieniono dachówkę, odczyszczono mury a także odnowiono wnętrze baszty, które ma zostać udostępnione turystom zwiedzającym muzeum, jednak to co będzie się w niej mieścić zależy od władz muzeum oraz przebiegu dalszych remontów, które w muzeum trwają już od 2010 roku.